# أريان 6
أريان 6 هو نظام إطلاق مستهلك أوروبي (مركبة إطلاق) من النوع الثقيل يعمل بالتبريد، وهو قيد التطوير من قبل وكالة الفضاء الأوروبية، صُمم ليحل محل صاروخ أريان 5، من المخطط إطلاق الصاروخ لأول مرة إلى الفضاء في أواخر عام 2022.
أما عن الشركة المسؤولة عن بناء منصة الإطلاق أريان 6 فهي شركة Cnes.
قبل الرحلة الثانية، تستعد Cnes لتسليم المسؤولية عن عمليات منصة الإطلاق إلى شركة ArianeGroup، الشركة المصنعة للصاروخ. ومع ذلك، ستواصل أريان غروب الاعتماد على الخبرة التقنية لوكالة الفضاء. وقد بدأت أريان 6 في التطور بالفعل، حيث من المقرر أن تدخل نسخة جديدة، تُعرف باسم Evolution أو بلوك 2، الخدمة في عام 2026. ستلعب Cnes دورًا رئيسيًا في تكييف منصة الإطلاق مع هذه الصواريخ A62 وA64 الأكثر قوة (مع 4 معززات).

## الإقلاع الأول.
كان الإطلاق الأول للصاروخ في 9 يوليو 2024 في الساعة 1900 بتوقيت جرينتش من مركز الفضاء الأوروبي في غويانا الفرنسية.

## الإقلاع الثاني.
يستعد أريان 6 للإقلاع الثاني، والذي سيكون أيضاً أول مهمة تجارية له. في ديسمبر 2024، من المقرر أن يضع الصاروخ الأوروبي الجديد القمر الصناعي العسكري CSO-3 في المدار الأرضي المنخفض نيابة عن وزارة الدفاع الفرنسية.